# 春日神社 (米沢市)
春日神社（かすがじんじゃ）は、山形県米沢市にある神社。祭神は春日四柱大神（春日権現）。米沢藩主上杉家の氏神で、春日山林泉寺の鎮守であった。

## 歴史
上杉謙信が大和国の春日大社より分霊し、越後国の春日山城に創設した。上杉家の会津藩・米沢藩転封に伴って移転し、元和3年（1617年）に林泉寺とともに林泉寺境内に移転した。
明和4年8月1日（1767年8月24日）、上杉治憲は養父の上杉重定の隠居に伴って家督を相続する折に、江戸藩邸からの内使をもって極秘のうちに、新藩主としての決意を表明した誓詞を奉納させた。この誓詞の存在が公に知られたのは、慶応元年（1865年）に林泉寺学寮の火災で、神器を延焼から守るために運び出した際のことであった。
明治9年（1876年）に大乗寺邸、同27年（1894年）に米沢城本丸西南の隅に遷座されたが、大正8年（1919年）の米沢大火で焼失し、松岬神社に合祀されていたが、昭和56年（1981年）に上杉神社南側に再建される。